# Ajn Dżasir
Ajn Dżasir (fr. Aïn Djasser, ar. عين جاسر) – miasto w północnej Algierii, w prowincji Batina.